# NGC 3554
NGC 3554 est une galaxie elliptique compacte relativement éloignée et située dans la constellation de la Grande Ourse. NGC 3554 a été découverte par l'astronome britannique John Herschel en 1827.

## Caractéristiques
Sa vitesse par rapport au fond diffus cosmologique est de 9 044 ± 25 km/s, ce qui correspond à une distance de Hubble de 133,4 ± 9,3 Mpc (∼435 millions d'al).

## Groupe de NGC 3550
Même si elle n'est pas incluse dans la liste d'un article publié par Michael J. West et all. en 2011, NGC 3554 pourrait sans doute faire partie du groupe de NGC 3550, car elle est dans la même région du ciel et à une distance comparable aux autres galaxies du groupe. Le groupe de NGC 3550 est situé près du centre de l'amas de galaxies Abell 1185 (en).